# Olophontosia renata
Olophontosia renata är en fjärilsart som beskrevs av M.Gaede 1930. Olophontosia renata ingår i släktet Olophontosia och familjen tandspinnare. Inga underarter finns listade i Catalogue of Life.